# Ponomarevskaja
Ponomarevskaja (in lingua russa Пономаревская) è una città situata in Russia, nell'Oblast' di Arcangelo, più precisamente nel Konošskij rajon.